# Doleschallia sulaensis
Doleschallia sulaensis är en fjärilsart som beskrevs av Hans Fruhstorfer 1899. Doleschallia sulaensis ingår i släktet Doleschallia och familjen praktfjärilar. Inga underarter finns listade i Catalogue of Life.